# Busto Garolfo
Busto Garolfo ist eine Gemeinde mit 14.037 Einwohnern (Stand 31. Dezember 2023) in der Metropolitanstadt Mailand, Region Lombardei.
Die Nachbarorte von Busto Garolfo sind Villa Cortese, Canegrate, San Giorgio su Legnano, Parabiago, Dairago, Arconate, Casorezzo und Inveruno.

## Demografie
Busto Garolfo zählt 4.930 Privathaushalte. Zwischen 1991 und 2001 stieg die Einwohnerzahl von 11.601 auf 12.506. Dies entspricht einem prozentualen Zuwachs von 7,8 %.

## Persönlichkeiten
- Luciano Fusar Poli (* 1956), Radrennfahrer